# Danny Handling
Danny Handling (* 6. Februar 1994 in Edinburgh) ist ein schottischer Fußballspieler.

## Vereinskarriere
Danny Handling wurde in Edinburgh geboren, wuchs allerdings in Haddington in der Region East Lothian auf. Im Jugendlichen Alter begann Handling seine Karriere bei Hibernian Edinburgh. Für die Hibs spielte er im Mai 2011 erstmals für die Profis in der Scottish Premier League. Bei seinem Debüt nach einer Einwechslung gegen Derek Riordan im Spiel gegen den FC Aberdeen war Handling 17 Jahre und 97 Tage alt und sollte damit einer jüngsten Debütanten im Trikot der Hibees sein. Im Dezember 2011 unterschrieb Handling seinen ersten Profivertrag beim Verein von der Easter Road. In der Winterpause 2011/12 wurde er an die Berwick Rangers aus der Third Division verliehen, der als einziger englischer Verein seit 1905 im schottischen Ligasystem antritt. Bei den Borderers konnte der beidfüßige Handling in 7 Saisonspielen 7 Tore erzielen. Nach seiner Rückkehr nach Edinburgh spielte er unter dem Iren Pat Fenlon 15 mal in der Premier League Saison 2012/13 und traf einmal beim 4:0-Auswärtssieg gegen den FC Motherwell. Im Schottischen Pokal-Finale 2012/13 verlor Handling mit seinem Verein gegen Celtic Glasgow mit 0:3, wobei der Stürmer in der 71. Minute für Eoin Doyle eingewechselt wurde.